# 뒤발 특이점
대수기하학에서 뒤발 특이점(영어: du Val singularity) 또는 클라인 특이점(영어: Kleinian singularity)은 복소 대수 곡면의 특이점의 한 종류다. 이들은 최소분해(영어: minimal resolution)가 존재하며, 이는 ADE형의 딘킨 도표로 분류된다.

## 역사
영국의 패트릭 뒤발(영어: Patrick du Val)과 독일의 펠릭스 클라인의 이름을 땄다. 뒤발은 1934년에 이 특이점들을 연구하였다.

## 분류

뒤발 특이점은 ADE형의 딘킨 도표에 의하여 분류된다.

뒤발 특이점은 다음과 같은 꼴이다. 여기서 {\displaystyle w,x,y\in \mathbb {C} }는 복소 변수이며, 이들은 {\displaystyle \mathbb {C} ^{3}} 속에 복소 2차원 아핀 대수다양체를 이룬다. 이 대수 곡면들은 {\displaystyle w=x=y=0}에 특이점을 가진다.
- An: {\displaystyle w^{2}+x^{2}+y^{n+1}=0}
- Dn: {\displaystyle w^{2}+y(x^{2}+y^{n-2})=0} (n≥4)
- E6: {\displaystyle w^{2}+x^{3}+y^{4}=0}
- E7: {\displaystyle w^{2}+x(x^{2}+y^{3})=0}
- E8: {\displaystyle w^{2}+x^{3}+y^{5}=0.}

이들은 {\displaystyle \mathbb {C} ^{2}}를 {\displaystyle SL(2;\mathbb {C} )}의 유한 부분군의 작용으로 몫공간을 취한 것으로 볼 수 있다. {\displaystyle SL(2;\mathbb {C} )} (또는 {\displaystyle SU(2)})의 부분군들은 이진다면체군(영어: binary polyhedral group)이라고 불리며, 이들에 대한 ADE 분류가 존재한다. (이를 매케이 대응성(영어: McKay correspondence)이라고 한다.) 이에 따라, 뒤발 특이점 또한 ADE로 분류된다. 여기서 "이진"이란 SU(2)=Spin(3)는 SO(3)의 이중피복군이므로, 이진다면체군은 SO(3)의 부분군(다면체군)의 이중피복에 해당하기 때문이다. 이들은 (SO(3)의 부분공간으로서) 다음과 같다.
| ADE 분류 | SO(3) 부분군                                             |
| -------- | -------------------------------------------------------- |
| An       | n+1차 순환군 {\displaystyle Z_{n+1}}                     |
| Dn       | 2n차 정이면체군 {\displaystyle \operatorname {Dih} _{n}} |
| E6       | 정사면체군 (정사면체의 대칭군)                           |
| E7       | 정팔면체군 (정육면체와 정팔면체의 대칭군)                |
| E8       | 정이십면체군 (정십이면체와 정이십면체의 대칭군)          |

구체적으로, 표수가 0인 대수적으로 닫힌 체 {\displaystyle K}에 대하여, 뒤발 특이점을 갖는 아핀 대수다양체
{\displaystyle X=\operatorname {Spec} {\frac {K[w,x,y]}{(p)}}}
를 생각하자. 이는 원점 {\displaystyle (x,y,z)}에서 특이점을 갖는다. 이를 해소하기 위하여 특이점에서 부풀리기를 취할 수 있다. 이 경우, 일반적으로 여러 번 부풀리기를 취해야만 한다. 부풀리기를 하여 얻은 유리 곡선들은 항상 자기 교차수 −2를 가지며, 이들은 물론 서로 교차수를 갖게 된다. 이 교차수들은 항상 0 또는 1이다. 이 경우, 다음과 같은 유한 그래프 {\displaystyle \Gamma }를 정의할 수 있다.
- {\displaystyle \Gamma }의 각 꼭짓점은 예외 인자(자기 교차수 −2의 유리 곡선)이다.
- {\displaystyle \Gamma }의 서로 다른 두 꼭짓점 사이에 변이 있을 필요 충분 조건은 이에 대응하는 예외 인자가 교차하는 (교차수가 1인) 것이다.

그렇다면 {\displaystyle \Gamma }는 ADE형의 딘킨 도표이다.

## 응용
끈 이론에서는 축소화하는 3차원 복소 다양체에 따라 4차원 물리가 결정된다. 이 3차원 복소 다양체는 오비폴드 꼴의 특이점을 가질 수 있는데, 이는 국소적으로 뒤발 특이점이다. 뒤발 특이점의 딘킨 도표는 4차원 물리의 화살집 도형과 같다. 이는 D-막이 특이점에 감겨 있기 때문이다. D-막의 배열은 뒤발 특이점의 부풀리기의 꼴과 같다. 이는 프레디 카차소(스페인어: Freddy Alexander Cachazo)와 셸던 카츠(영어: Sheldon Katz), 캄란 바파가 2001년에 발견하였다.